# Michael Wegner
Michael Wegner (* 20. Juli 1958 in Berlin) ist ein deutscher Unternehmer und Politiker (CDU). Er war von 2009 bis 2011 Mitglied des Abgeordnetenhauses von Berlin.

## Leben
Nach dem Abitur studierte Wegner an der TU Berlin. Er schloss das Studium als Diplom-Kaufmann ab und promovierte zum Dr. rer. oec. Seit 1. Januar 1978 arbeitet er als selbständiger Kaufmann. Wegner gibt an, Honorarprofessor an der rumänischen Universität Pitești zu sein, der Universität ist Wegner jedoch unbekannt.
Aus vorherigen Beziehungen hat Wegner eine Tochter und einen Sohn. Er ist verheiratet mit der türkischstämmigen CDU-Abgeordneten Emine Demirbüken-Wegner und hat mit ihr zwei Kinder.

## Politik
Wegner war von 2003 bis 2009 Landesvorsitzender der Mittelstands- und Wirtschaftsvereinigung der CDU Berlin und in verschiedenen Vorstandsämtern der CDU aktiv. 1999 bis 2006 war er Bezirksstadtrat für Bau-, Grundstücks- und Gebäudemanagement im Bezirksamt von Berlin-Reinickendorf. Von 1989 bis 1993 war Wegner Präsident der Hotel- und Gaststätten-Innung Berlin und Umgebung e.V., dem heutigen Berliner Landesverband des Deutschen Hotel- und Gaststättenverbandes (DEHOGA).
Wegner war seit dem 3. Dezember 2009 bis zum 26. Oktober 2011 als Nachrücker für Frank Steffel als Mitglied im Abgeordnetenhaus von Berlin. Er war dort Mitglied im Hauptausschuss, Unterausschuss Haushaltskontrolle, Unterausschuss Beteiligungsmanagement und -controlling und Ausschuss für Wissenschaft und Forschung.